# Giftspindeln
Giftspindeln är en amerikansk science fiction-film från 1955 producerad av William Alland och regisserad av Jack Arnold. I huvudrollerna syns John Agar, Mara Corday och Leo G. Carroll. 